# Distrito 4.º de Dávao
El Distrito 4.º de Dávao fue uno de los siete distritos o provincias en los que a finales del siglo XIX se hallaba dividida la isla de Mindanao, perteneciente a la Capitanía General de Filipinas (1521-1899).
Este distrito fue llamado anteriormente de Nueva Guipúzcoa.
Su capital es el  pueblo de Dávao.
Del distrito de Dávao depende la comandancia de Mati.

## Límites y superficie

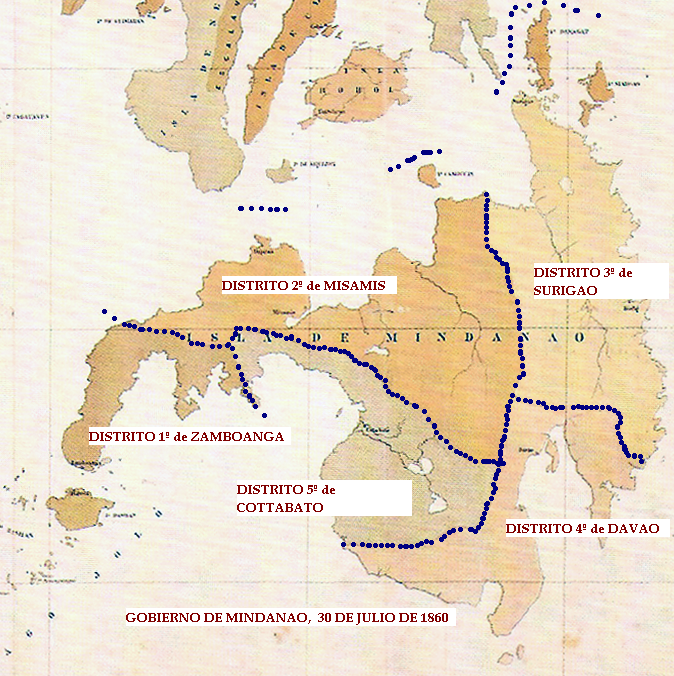
Gobierno de Mindanao: Los 5 Distritos creados por Real Decreto de 30 de julio de 1860.

Está situado este distrito en la parte Sudeste de la isla de Mindanao. Ocupa el territorio que antes se llamó Nueva Guipúzcoa, y se extiende desde la ensenada de Mayo inclusive, en el Océano Pacífico, hasta la punta de Malatuna, junto a la ensenada de Tuna en el sur de la misma isla de Mindanao.
Confina al norte  con el Distrito 3.º de Surigao, al noroeste  con el Distrito 5.º de Cotabato, en cuya parte intermedia estala laguna de Bulúan y el territorio llamado Boayén o Buhayén, y al sureste  con el mar Pacífico, donde se halla el puerto de Balete y la bahía Pujada. Pertenecen a este distrito las islas Sámal, Talicud, Pujada; las de Sarangani, Sirangam, Molerón y Luinbal con los islotes Malípano y Sigáboy.
Desde la punta Tagabón, extremo Sur de la ensenada de Mayo, hasta el cabo San Agustín, la extensión de su costa es de unos 48,23 km; desde el cabo San Agustín hasta el noroeste del pueblo del Rosario, en la desembocadura del río Hijo, mide sobre 102,09 km; y desde este pueblo hasta la punta Sarangani, extremo sur del distrito, 161.53. La parte más ancha de la costa oeste tiene 57,7 km, desde punta Gorda al interior. La extensión superficial de este distrito es de 20,785 km² .

"...Con ser fertilísimo este distrito, es, sin embargo, el más despoblado; pues según el Censo Oficial de 1887, no contaba más de 3.966 habitantes. Según el listado General del Obispado de Jaro, publicado a principios de 1895, el número de dichos habitantes ascendía a 4,810..."

"...El bisaya, bagobo, guianga, tagabaua, tagacaolo, ata, calagan, manobo, moro, tagabclí, bilán y sánguil son los que se hablan en el distrito..."
El Archipiélago Filipino.
 Colección de datos. 
Por algunos padres de la Misión de la Compañía de Jesús en estas islas.

## Pueblos, visitas y barrios
Para adelantar en la ocupación y dominio de la isla, se creó por Real Decreto de 30 de julio de 1860, el Gobierno de Mindanao; se dividió su territorio en seis distritos; se fijó un meditado plan de operaciones y se adoptó un sistema político militar.
La capital es el  pueblo de Dávao, que es la cabecera, de 13,874 almas, tiene anchas calzadas tiradas a cordel; la casa-convento es de las mejores de Mindanao y abundan en el pueblo las casas grandes de madera, de buen gusto. Los demás pueblos de este distrito son:
- Las visitas de Astorga, Santa Cruz, Rosario, Asunción, Taúm, Avances, Candelaria, Calatrava, Los Mártires, Belén, Oyanguren, Guernica, Alberique, Matina, Acusan, Lagondogan, Calosón, Olas, Bagongón, Santa Fe, Morella, Careliano, Oran, San Ignacio, Roquetas, Arapiles, Avilés, Bañólas, Santillana, Cristina, Segorbe y Melilla, dependientes de Dávao;
- Peña-Plata de 1,818 almas, con sus visitas San José de Sámal, San Ramón, Alcira, Tarifa, Cannona y Cervera;
- Malálag (por haberse disgregado recientemente de Dávao, el número de almas de su población va englobado aún en el de Dávao), con sus visitas Iberia, Vera, Santa Isabel, La Estrada, Marbella, San Juan, Refugio, Victoria, La Trinidad, Santa María, San Miguel, Alegría, Pilar, Magalibas, Nuin, Bulut y Tumánao.